# Ripe San Ginesio
Ripe San Ginesio é uma comuna italiana da região das Marcas, província de Macerata, com cerca de 758 habitantes. Estende-se por uma área de 10,11 km², tendo uma densidade populacional de 75 hab/km². Faz fronteira com Colmurano, Loro Piceno, San Ginesio, Sant'Angelo in Pontano.

## Demografia
| Variação demográfica do município entre 1861 e 2011                               |
|                                                                                   |
| Fonte: Istituto Nazionale di Statistica (ISTAT) - Elaboração gráfica da Wikipedia |